# Cardio-kickboxing
Le cardio-kickboxing est une forme de pratique des années 1990, issue des États-Unis axée sur la condition physique et notamment le développement de la fonction cardio-respiratoire (appelée « cardio-training »). Elle consiste à exécuter des techniques de boxe et d’art martial dans le vide, dans un ordre chorégraphié et en musique.
Cette forme de pratique qui a pour racines l’entraînement de boxe en musique du milieu du XXe siècle. Elle a pris pour modèle les principes d’entraînement inspirés du « new age californien », notamment des activités de mise en forme de type « fitness » et de l’aérobic.
Cette pratique de salle est devenue une discipline de compétition appelée « aéro-kick » par de nombreuses fédérations mondiales de kickboxing et d’arts martiaux ; notamment pour la World Kickboxing Association (WKA),  l'International Sport Kickboxing Association (ISKA), la World Federation of Kickboxing (WFK) et la World Association of KickBoxing Organizations (WAKO).
Il existe de nombreuses disciplines d’entraînement dérivées du cardio-kickboxing.  
Pour les fédérations de sport de combat nous avons :
- la Music-B.F (né en France en 1975 dont le créateur est Alain Delmas). Il est appelé depuis les années 1990, « Savate forme »,
- le  Cardio-lethwei  : né dans les années 1970 aux États-Unis et issu du Bando kickboxing,
- le Tae-Bo : créé aux USA dans les années 1980 (issue du Taekwondo,
- le Cardio-boxe : né dans les années 1990
- l’Energie-full : né en France dans les années 1990 et développé par la Fédération Française de Full-Contact (FFFCDA),
- le Yoseikan-forme (issu du Yoseikan budo)

et bien d’autres.
Pour les activités des métiers de la forme (fitness) :
- le Body combat, apparu en Nouvelle-Zélande en 1998 et créé par la société Les Mills. Cette activité est devenue particulièrement populaire dans les centres de métiers de la forme dans le monde entier.

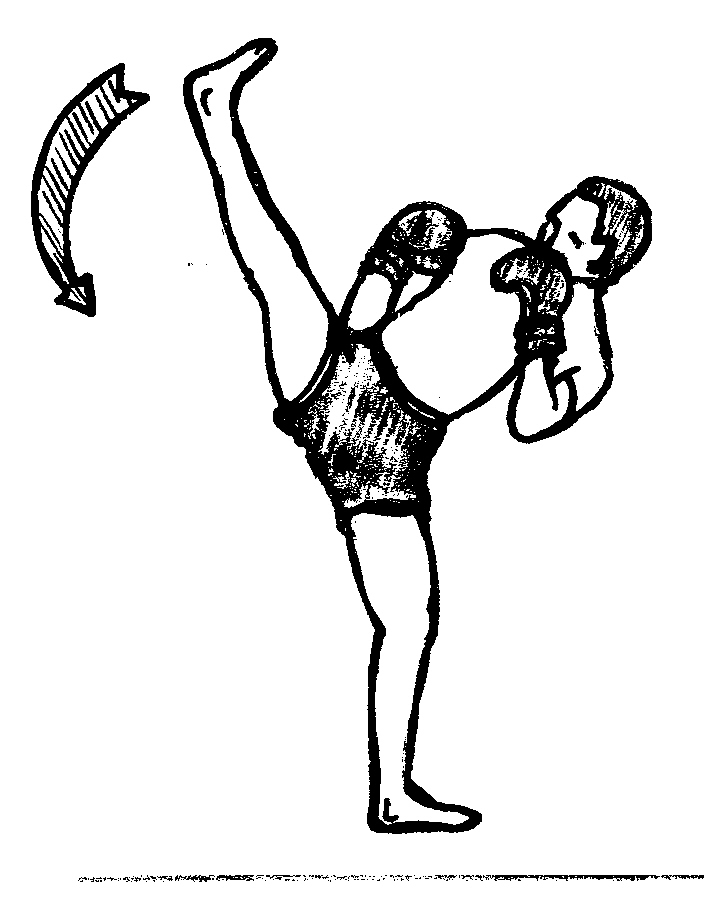
Coup de pied retombant (hammer kick) en cardio-kickboxing
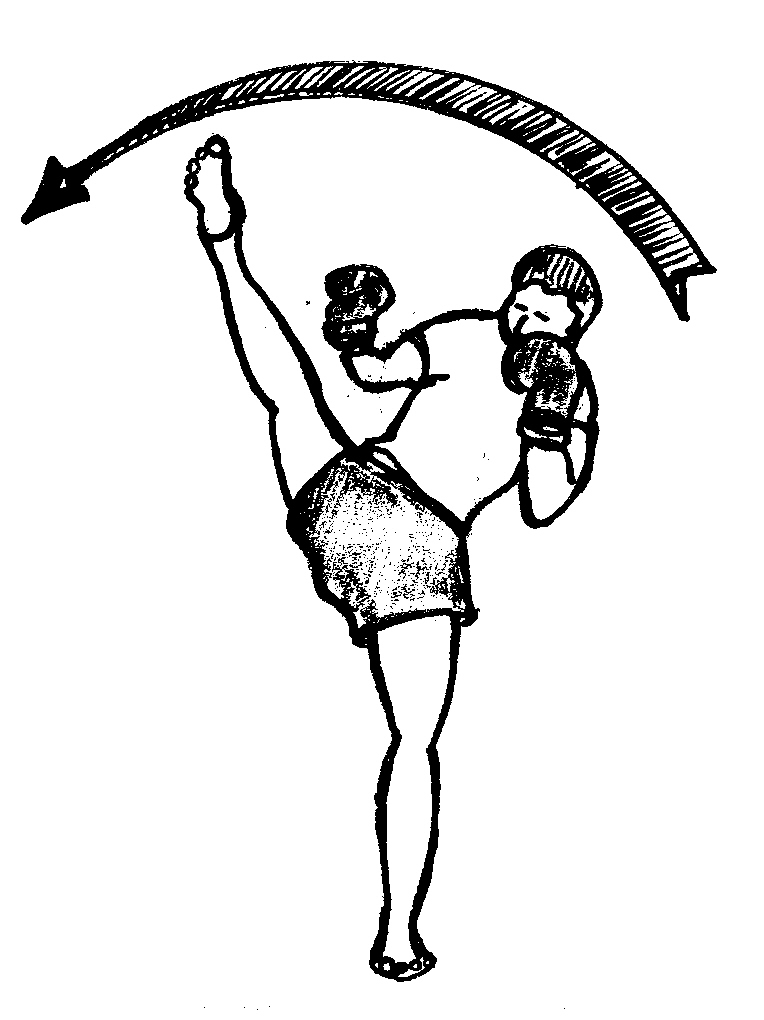
Coup de pied en croissant (crescent kick) en cardio-kickboxing
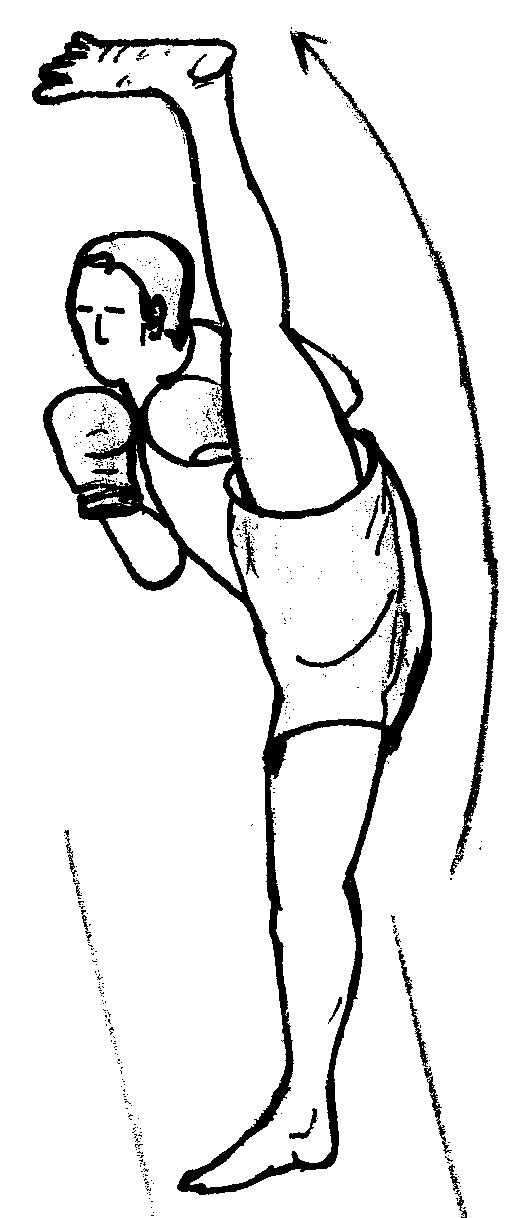
Side-kick en cardio-kickboxing